# Pavel Karnaoukhov
Pavel Andreïevitch Karnaoukhov - en russe : Па́вел Андре́евич Карнау́хов, transcrit en anglais : Pavel Karnaukhov ; en biélorusse : Павел Андрэевіч Карнаухаў - (né le 15 mars 1997 à Minsk en Biélorussie) est un joueur professionnel russe de hockey sur glace. Il évolue au poste d'attaquant. Son frère Mikhaïl est également professionnel.

## Biographie

### Carrière en club
Formé au HK Iounost Minsk, il arrive en Russie à l'âge de douze ans. Il rejoint les équipes de jeunes du HK CSKA Moscou. Il débute dans la MHL avec la Krasnaïa Armia en 2013. Il est choisi au premier tour, en cinquante-sixième position lors de la sélection européenne 2014 de la Ligue canadienne de hockey par les Hitmen de Calgary. Il part alors en Amérique du Nord et évolue dans la Ligue de hockey de l'Ouest. Il est choisi au cinquième tour, en cent-trente-sixième position par les Flames de Calgary lors du repêchage d'entrée dans la LNH 2015. Il passe professionnel dans la KHL avec le HK CSKA Moscou en 2016. Il remporte la Coupe Kharlamov 2017 avec la Krasnaïa Armia. Il ajoute à son palmarès la Coupe Gagarine 2019, 2022 et 2023 avec le CSKA.

### Carrière internationale
Il représente la Russie au niveau international. Il prend part aux sélections jeunes.

## Statistiques

### En club
| Saison    | Équipe            | Ligue |                   | Saison régulière  | Saison régulière  | Saison régulière  | Saison régulière  | Saison régulière |   | Séries éliminatoires | Séries éliminatoires | Séries éliminatoires | Séries éliminatoires | Séries éliminatoires |
| Saison    | Équipe            | Ligue | PJ                | B                 | A                 | Pts               | Pun               | PJ               | B | A                    | Pts                  | Pun                  |                      |                      |
| 2013-2014 | Krasnaïa Armia    | MHL   | 48                | 13                | 16                | 29                | 56                | 11               | 3 | 2                    | 5                    | 4                    |                      |                      |
| 2014-2015 | Hitmen de Calgary | LHOu  | 69                | 20                | 22                | 42                | 51                | 17               | 5 | 6                    | 11                   | 10                   |                      |                      |
| 2015-2016 | Hitmen de Calgary | LHOu  | 49                | 12                | 19                | 31                | 52                | 5                | 2 | 1                    | 3                    | 4                    |                      |                      |
| 2016-2017 | Krasnaïa Armia    | MHL   | 2                 | 0                 | 0                 | 0                 | 4                 | 11               | 5 | 5                    | 10                   | 4                    |                      |                      |
| 2016-2017 | HK CSKA Moscou    | KHL   | 11                | 0                 | 1                 | 1                 | 12                | 8                | 0 | 0                    | 0                    | 5                    |                      |                      |
| 2016-2017 | Zvezda Tchekhov   | VHL   | 24                | 7                 | 11                | 18                | 10                | 3                | 0 | 0                    | 0                    | 2                    |                      |                      |
| 2017-2018 | HK CSKA Moscou    | KHL   | 11                | 0                 | 2                 | 2                 | 4                 | 2                | 0 | 0                    | 0                    | 8                    |                      |                      |
| 2017-2018 | Zvezda Tchekhov   | VHL   | 40                | 14                | 19                | 33                | 20                | 1                | 0 | 0                    | 0                    | 0                    |                      |                      |
| 2018-2019 | HK CSKA Moscou    | KHL   | 33                | 3                 | 6                 | 9                 | 21                | 12               | 2 | 0                    | 2                    | 9                    |                      |                      |
| 2018-2019 | Zvezda Moscou     | VHL   | 9                 | 4                 | 1                 | 5                 | 2                 | -                | - | -                    | -                    | -                    |                      |                      |
| 2019-2020 | HK CSKA Moscou    | KHL   | 53                | 4                 | 5                 | 9                 | 16                | 4                | 1 | 0                    | 1                    | 4                    |                      |                      |
| 2020-2021 | HK CSKA Moscou    | KHL   | 45                | 10                | 6                 | 16                | 53                | 23               | 0 | 3                    | 3                    | 38                   |                      |                      |
| 2021-2022 | HK CSKA Moscou    | KHL   | 37                | 7                 | 6                 | 13                | 18                | 22               | 4 | 5                    | 9                    | 18                   |                      |                      |
| 2022-2023 | HK CSKA Moscou    | KHL   | 60                | 14                | 15                | 29                | 45                | 27               | 3 | 5                    | 8                    | 4                    |                      |                      |
| 2023-2024 | HK CSKA Moscou    | KHL   | 68                | 14                | 14                | 28                | 28                | 5                | 1 | 0                    | 1                    | 2                    |                      |                      |
| 2024-2025 | HK CSKA Moscou    | KHL   | Saison en cours ? | Saison en cours ? | Saison en cours ? | Saison en cours ? | Saison en cours ? |                  |   |                      |                      |                      |                      |                      |

### En équipe nationale
| Année | Compétition                 |   | PJ | B | A | Pts | Pun | +/-                |  | Résultat |
| 2017  | Championnat du monde junior | 7 | 2  | 2 | 4 | 4   | +1  | Médaille de bronze |  |          |
| 2021  | Championnat du monde        | 7 | 2  | 2 | 4 | 0   | +6  | Cinquième place    |  |          |
| 2022  | Jeux olympiques             | 6 | 1  | 1 | 2 | 4   | 0   | Médaille d'argent  |  |          |